# ムッソリーニとお茶を
『ムッソリーニとお茶を』（原題：Tea with Mussolini）は、1998年制作のイギリス・イタリア映画。
ムッソリーニ時代のイタリア・フィレンツェを舞台に、イタリア人の少年とイギリスの婦人たちの交流を描いた作品で、フランコ・ゼフィレッリ監督の自伝的作品である。

## あらすじ
1935年、イタリア・フィレンツェ。服地商パオロの秘書を勤める英国人メアリーは、彼の私生児ルカを英国式教育で育ててほしいと頼まれ、困惑しながらも彼の教育を始める。
現地の英国人コミュニティには、メアリーの友人の芸術家アラベラ、元大使の未亡人レディ・レスターを筆頭とする英国貴婦人グループや、考古学者ジョージー、元踊り子のエルサら米国人女性の一団がいた。ルカはそこで彼女たちから愛と芸術の素晴らしさを教えられる。
やがて時代はムッソリーニ独裁政権のもと、第二次世界大戦の足音が迫り、イタリアでは外国人排斥運動が起こる。ルカは時流を読んだパオロの勧めで、ドイツ語を学ぶためオーストリアに行く。
時は流れ1940年、成長したルカが帰国すると、メアリーら育ての親の貴婦人たちは強制収容所に移送されようとしていた。

## キャスト
役名、俳優、日本語吹替。
- エルサ - シェール（塩田朋子）
- メアリー - ジョーン・プロウライト（伊藤幸子）
- ジョージー - リリー・トムリン（瀬畑奈津子）
- アラベラ - ジュディ・デンチ（森田育代）
- ヘスター - マギー・スミス（谷育子）
- ルカ（少年時代） - チャーリー・ルーカス
- ルカ - ベアード・ウォーレス
- パオロ - マッシモ・ギーニ（高宮俊介）
- ベニート・ムッソリーニ - クラウディオ・スパダロ

その他の日本語吹替 - 岡本章子、神奈延年、堀川仁、小林恭治、堀部隆一、さとうあい、緒方愛香、廣田行生、川島得愛、定岡小百合、中澤やよい、河相智哉、高塚正也、松下惇

## 評価
- 第53回英国アカデミー賞 助演女優賞受賞（マギー・スミス）